# ラヴジョイ彗星 (C/2011 W3)
ラヴジョイ彗星 (Comet Lovejoy) とは、クロイツ群に属する彗星である。太陽表面から13万kmという極めて近い距離を通過したにもかかわらず、蒸発や衝突せずに生き残った彗星としても話題になった。その後、クリスマス・シーズンの南半球で明るく雄大な姿を見せ、「2011年クリスマスの大彗星 (The Great Christmas Comet of 2011) 」とも呼ばれている。彗星の命名規則による名前はC/2011 W3。

## 軌道
ラヴジョイ彗星は、軌道長半径が118億km(78.9AU)、公転周期が698年の長周期彗星であり、近日点が83万km(0.00555AU)のクロイツ群に属するサングレーザーである。特に近日点は、太陽半径の69万6000km(0.00467AU)と極めて近く、太陽の表面への最接近距離は13万2000kmと、地球と月の軌道の1/3に相当する距離まで近づく。これは太陽半径の1.2倍に相当する。これほど接近する彗星は、普通は100万℃以上ある太陽のコロナに焼かれ蒸発するか、さもなくば太陽に衝突するか、潮汐力によって粉々に砕かれる運命を辿る。実際、クロイツ群に属する彗星は、元は1つの巨大な彗星が砕かれたものであると言われている。しかし一方で、十分に大きな彗星ならば、蒸発しきらずに生き残り、近日点を通過するという予想があった。このラヴジョイ彗星も、小ぶりであるため消滅すると考えられていたが、実際には太陽のギリギリを通過し、消滅しなかった彗星として初めての観測例となった。これについて、専門家であるKarl Battamsの「マジで度肝を抜かれた(It's absolutely astounding)」というコメントをNASAが紹介したほどである。近日点距離としては、消滅しなかった彗星としては3番目に近い距離を持つ。

## 近日点通過後の彗星
近日点通過時、ラヴジョイ彗星は太陽の裏側に隠れてしまい、地球からは見えない位置にあった。約50分後、太陽への最接近を生き延びた様子はSOHO、ひので、SDO、STEREO-AとB、Proba-2といった各国の太陽観測衛星、総計18もの観測機器が捕らえた。このときの視等級は-1.2から-0.8であると推定されている。また、このときに尾が太陽を挟んで両側から出ている様子も観測されている。
2012年1月7日、ラヴジョイ彗星は地球に最接近し、地球から約7470万km(0.4990AU)のところを通過した。
離心率は0.999929と極めて1に近く、軌道傾斜角は134度とかなり傾いた逆行軌道を持っている。この軌道の性質のため、惑星の摂動を受けずに長周期彗星として再び戻ってくると考えられている。もし計測された数値どおりに回帰すれば、次回の近日点通過は2706年から2713年になる。

## 物理的性質
近日点通過前に、ラヴジョイ彗星の核の大きさは100～200メートルであると予想されていた。これでもクロイツ群の彗星としては通常の10倍以上大きい。しかし、近日点で蒸発しきらずに生き残っていることから、核の大きさは約500メートルであると推定されている。太陽から極めて近い距離を通過したため、ラヴジョイ彗星の核は、その質量のほとんどが蒸発してしまったと考えられている。しかし一方で、イオンの尾が近日点通過後も伸びており、それが太陽の磁力線と相互作用を起こしている様子が観測されている。これは、尾の元となる物質がまだ枯渇していない事を示している。また、潮汐力によって核が分裂した様子は観測されていない。また、核の形が近日点通過後に明らかに棒状に変化している事が観測されている。
ラヴジョイ彗星は主に南半球で観測され、明るさは最大で-3～-4等級まで明るくなった。これは2007年のマックノート彗星の-5.5等級以来の明るさであり、池谷・関彗星に匹敵する明るさになるという予測もあった。これは金星の最大等級である-4.6等級に匹敵するが、太陽から極めて近い位置にあるため実際にはそこまで明るく見えなかった。しかし最大等級となる前でも、ラヴジョイ彗星は肉眼ではっきりと見えるまで明るくなった。また、SOHOが観測した最大級の明るさを持つ彗星でもある。

太陽に突入していくラヴジョイ彗星。よく見るとラブジョイ彗星に伴う小さな彗星も写っている。STEREO-Aが撮影。

近日点通過前の12月12日から13日の映像に、ラヴジョイ彗星に伴う小さな彗星が発見されている。これは何十年も前にラヴジョイ彗星から分裂した小さな破片であると考えられている。また、撮影された画像では、明らかに尾が分断された様子も写っている。

## 発見
ラヴジョイ彗星は、2011年12月2日にアマチュア天文ファンのテリー・ラヴジョイによって、シュミットカセグレン式望遠鏡とQHY9CCDカメラを用いて発見された。初観測日は11月27日である。これは1970年からのクロイツ群の歴史の中で、初めて地上観測によって発見された彗星である。当時13等級の明るさであったこの彗星は、見かけの運動量が極めて大きかった。ラヴジョイ彗星の名を持つ彗星としてはこれで3個目である。

## ギャラリー
- 大気光と黄道光と共に撮影されたラヴジョイ彗星。
- 先端が大気光にかかっているラヴジョイ彗星。ISSで撮影。
- パラナル天文台で撮影されたラヴジョイ彗星。
- 近日点通過前のラヴジョイ彗星。STEREO-Aが撮影。